# 서울 봉은사 감로도
봉은사 감로도(奉恩寺 甘露圖)는 서울특별시 강남구 삼성동, 봉은사에 있는 조선시대의 불화이다. 2007년 9월 27일 서울특별시의 유형문화재 제236호로 지정되었다.

## 개요
1892년 후불탱화 및 삼장보살도와 함께 조성, 봉안되었던 것으로, 민두호 및 상궁의 시주에 의해 금어(金魚) 한봉창엽(漢峰瑲曄)과 혜산축연(蕙山竺衍), 홍범(弘範), 허곡긍(虛谷亘㥧), 慧寬(혜관), 戒雄(계웅) 등이 그린 것이다. 크기는 세로 200cm, 가로 316.5cm로 비교적 큰 편에 속한다.
가로로 긴 화면의 상단에는 칠여래가 합장을 한 채 나란히 서 있으며, 좌측에는 아미타삼존(阿彌陀三尊)과 왕후장상(王侯將相), 선왕선후(先王先后), 북채를 든 뇌신(雷神), 우측에는 지장보살과 관음보살 등이 구름 위에 서 있다. 칠여래의 아래로는 제단의 좌우에 높은 기둥을 세운 후 南無百億化身佛(석가모니), 南無淸淨法身佛(비로자나), 南無圓滿報身佛(노사나)의 삼신불번(三身佛幡)을 늘어뜨리고 갖가지 꽃과 공양물을 가득 배설하였는데 바람에 휘날리는 삼신번이 현장감을 준다. 제단으로 이르는 돌계단 아래 좌우에 놓인 커다란 화병 안에는 붉은색과 흰색의 모란이 가득 꽂혀있어 화려하게 치장된 당시 제단의 모습을 생생하게 전해주고 있으며, 제단의 우측에는 흰 천막을 치고 스님들이 나란히 모여 앉아 독경하는 모습과 작법승(作法僧)들이 큰북과 바라 등을 두드리며 의식을 집전하는 모습, 승무를 추는 모습, 커다란 공양물을 머리에 이거나 들고서 제단을 향해 나아가는 사람들의 모습 등이 표현되었다.
화면의 하단 중앙에는 서로 마주보고 꿇어앉은 한 쌍의 아귀가 크게 묘사되었다. 화염이 뿜어져 나오는 입과 가는 목, 불룩한 배 등 아귀의 특징을 잘 묘사하고 있으나 얼굴표정 등에서 다소 희화적이다. 아귀의 좌우로는 수목으로 분리된 화면 속에 한복입은 남녀들이 춤을 추거나 싸우는 장면, 대장간에서 일하는 장면, 악사들의 반주에 맞춰 광대가 거꾸로 서는 묘기를 부리고 초랭이가 부채를 들고 춤추는 장면, 죽방울 놀이 하는 장면, 무당이 굿하는 장면 등 세속의 다양한 장면들이 사실적으로 묘사되었는데, 음식을 먹거나 술을 받는 모습, 물건을 파는 모습 등은 당시 장터의 모습을 그대로 재현한 듯하다. 여기에 표현된 풍속장면들은 주로 장례나 영가천도 등의 행사와 관련된 장면을 중심으로 표현되어, 수륙화로서의 감로도의 성격을 잘 보여주고 있다. 반면에 화면 우측으로는 뇌신을 표현한 화염 아래로 우산을 쓴 인물과 뱀에게 쫓기는 장면 등 《법화경》 관세음보살보문품(觀世音菩薩普門品)의 구제난(救濟難) 장면등과 더불어 농사짓는 모습, 공부하는 모습, 병자를 진료하는 모습, 소고 등을 갖고 무리지어 노는 모습, 일하러 가거나 장터에 가는 모습 등의 다양한 일상생활과 죄인들을 벌하는 모습, 전쟁 장면 등을 표현하였다. 채색은 전체적으로 적색과 황색, 흰색, 청록색 등이 많이 사용되었다.
이 감로도는 수국사 감로도(1832년)를 비롯하여 수락산 흥국사 감로도(1868년), 개운사 감로도(1883년) 등 서울, 경기지역의 19, 20세기에 제작된 감로도의 도상과 동일한 도상을 취하고 있는데, 1883년에 개운사 감로도를 그린 대허 체훈(大虛 軆訓)과 천기(天機)가 봉은사 불사에 깊이 관여하고 있었던 것을 볼 때 그들이 사용했던 초본을 사용하여 제작하게 한 것이 아닌가 생각된다.
화기
緣化所 證明沙月智昌 寶雲亘葉 騰雲修隱 大淵月䆋 金魚漢峰瑲曄 蕙山竺衍 比丘弘範 虛谷亘㥧 慧寬 比丘戒雄 供司沙彌法悟 鍾頭沙彌竺禪 取淵 別座松谷守法 都監枕柗摠典 化主月峰法能 誦呪比丘仁先 守玄 持殿比丘性允 昊政 引勸 庚寅生吳氏淸淨月 別供沙彌仁讚 太昕 判事靜海法天 有司海翁法般 三甫沙彌太昕 香閣鶴虛石雲 板殿枕松摠典 獨辨大施主 乾命乙丑生閔公斗鎬延年益壽位高一品祿有千鍾現 坤命戊戌生文氏兩位 前安樂當徃淨土見佛聞法頓悟法印 尙宮信女申氏景德華 乾命辛巳生李一壽 坤命丙申生洪氏 乾命辛未生李時裕 坤命己巳生朴氏 乾命戊子生盧順赫 坤命甲寅生朴氏 童子辛卯生聖萬 願以此功德普及於一㘦 我等與衆生皆共成佛道 光緖十八年壬辰五月初七日爲始上壇中壇甘露幀幷造成二十日點眼奉安于修道山奉恩寺大法堂

이 감로도는 1892년 민두호 및 상궁의 시주에 의해 조성한 것으로, 수국사 감로도(1832년)를 비롯하여 수락산 흥국사 감로도(1868년), 개운사 감로도(1883년) 등과 함께 서울, 경기지역에서 19, 20세기에 유행한 감로도의 도상을 보여주는 대표적인 작품이다. 다양한 풍속장면과 생동감있는 표현으로 화면 전체가 생기있는 분위기를 보여주며, 많은 인물과 다양한 장면이 복잡하게 표현되었음에도 불구하여 여유있는 화면구성을 보여준다. 조선말기 왕실관련 불화의 하나이자 서울, 경기지역 감로도의 대표적인 작품으로서 서울시 유형문화재로 지정한다.

## 참고 자료
- 봉은사 감로도 - 국가유산청 국가유산포털